# Birgitta Ohlsson

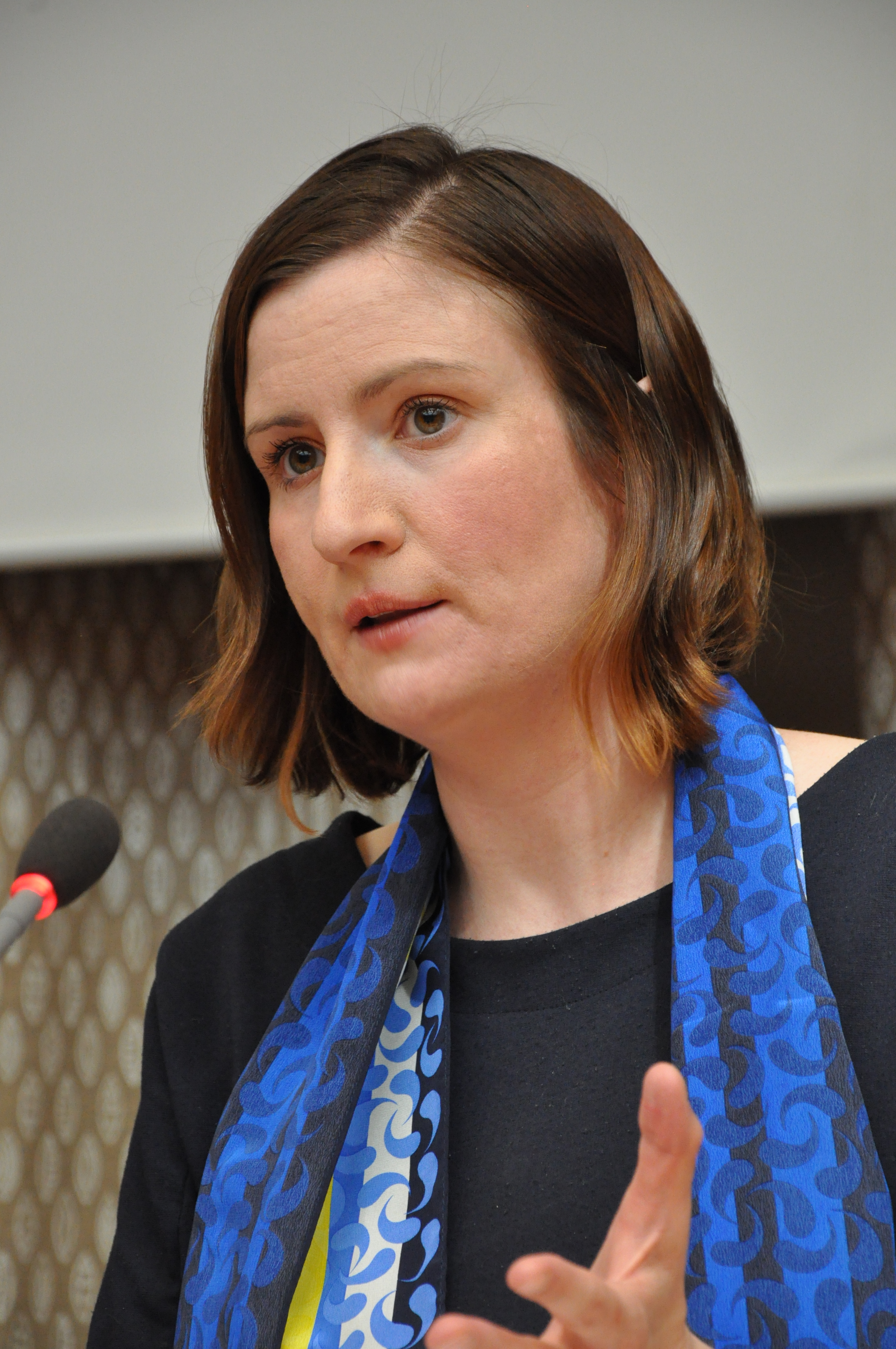
Birgitta Ohlsson (2011)

Eva Birgitta Ohlsson (* 20. Juli 1975 in Linköping, Provinz Östergötland, Schweden) ist eine schwedische Politikerin der Liberalerna und ehemalige Ministerin in der Kanzlei des Ministerpräsidenten (2010–2014).

## Leben
Nach dem Besuch der Katedralskolan in Linköping absolvierte Ohlsson zwischen 1994 und 1997 ein Studium in den Fächern Politikwissenschaft, Internationale Beziehungen sowie Vereinte Nationen an der Universität Stockholm. Während ihres Studiums war sie von 1996 bis 1998 Vorsitzende der Vereinigung der Liberalen Studenten in Stockholm sowie 1998 auch Stellvertretende Vorsitzende der Schwedischen Jungen Europäischen Föderalisten. Im Anschluss wurde sie Redakteurin und freie Journalistin bei mehreren liberalen Tageszeitungen wie Sundsvalls Tidning, Vestmanlands Läns Tidning, Västerbottens-Kuriren und Dagens Nyheter.
Im Anschluss daran begann Birgitta Ohlsson 1999 ihre politische Laufbahn als Vorsitzende von Liberala ungdomsförbundet, dem Jugendverband der Liberalen Volkspartei. Daneben ist sie seit 2001 Vorstandsmitglied des schwedischen Internationalen Liberalen Zentrums und war außerdem von 2002 bis 2005 Vorsitzende der Republikanischen Vereinigung Schwedens (Republikanska föreningen), einer politisch und religiös unabhängigen Organisation, die die Abschaffung der Monarchie und die Gründung einer Republik fordert.
Bei den Wahlen vom 15. September 2002 zum Reichstag wurde sie erstmals zur Abgeordneten gewählt und vertritt dort seitdem einen Wahlkreis von Stockholm. Zunächst war sie zwischen 2002 und 2006 Stellvertretendes Mitglied im Ausschuss für den Arbeitsmarkt sowie zugleich von 2002 bis 2004 im Außenpolitischen Ausschuss. Danach war sie von 2006 bis 2010 nicht nur Mitglied des Außenpolitischen Ausschusses, sondern zugleich auch Außenpolitische Sprecherin der Liberalen Volkspartei.
Zugleich war sie von 2003 bis 2005 Vizevorsitzende der Schwedisch-Israelischen Freundschaftsgesellschaft und von 2007 bis 2010 Vorsitzende der Föderation Liberaler Frauen. Seit 2007 ist sie Vorstandsmitglied der Liberalerna.
Am 2. Februar 2010 wurde sie von Ministerpräsident Fredrik Reinfeldt zur Ministerin für Angelegenheiten der Europäischen Union ernannt und war als solche auch Ministerin in der Kanzlei des Ministerpräsidenten. Sie war damit Nachfolgerin von Cecilia Malmström, die EU-Kommissarin für Inneres wurde. Neben ihren ursprünglichen Aufgaben in der Regierung war Ohlsson seit Oktober 2010 zusätzlich zuständige Ministerin für Demokratiefragen und Konsumentenpolitik. Nach dem Regierungswechsel 2014 ist Ohlsson noch bis 2018 Reichstagsabgeordnete geblieben. Seit 2020 arbeitet sie im National Democratic Institute for International Affairs in Washington, D.C. und leitet dort die Arbeit mit der Förderung und Unterstützung politischer Parteien.